# 레슬리 어검스
레슬리 매리언 어검스(영어: Leslie Marian Uggams, 1943년 5월 25일 ~ )는 미국의 배우, 가수이다. 1967년 브로드웨이 뮤지컬 《할렐루야, 베이비!》로 토니상 뮤지컬 여우주연상을 수상하였으며, 이후로 이런저런 TV 드라마, 영화에 출연하며 배우로서도 활동했다. 2016년에는 70세의 고령으로 영화 《데드풀》에 출연한다.

## 출연 작품
- 데드풀과 울버린 (2024) - 블라인드 알 / 엘시 역
- 데드풀2: 순한 맛 (2018)
- 데드풀 2 (2018)
- 데드풀 (2016)
- 슈거 힐 (1993)
- 뿌리 - 그 다음 세대 (1979)
- 사랑의 유람선 (1977)
- 뿌리 (1977)
- 보잉 707 비상 착륙 (1972)